# سنت ژرمن لس پارویس
سنت ژرمن لس پارویس (به فرانسوی: Saint-Germain-les-Paroisses) یک کمون (فرانسه) در فرانسه است که در ان (اوورنی-رون-آلپ) واقع شده‌است. سنت ژرمن لس پارویس ۱۶٫۲۷ کیلومتر مربع مساحت دارد ۳۸۵ متر بالاتر از سطح دریا واقع شده‌است.